# Slovenska zaveza
Slovenska zaveza je bilo med drugo svetovno vojno ilegalno politično predstavništvo tradicionalnih slovenskih političnih strank, ustanovljeno konec aprila ali začetek maja 1942 v okupirani Ljubljani.

## Nastanek in razvoj
Nekakšen predohdnik Slovenske zaveze je bil ožje zasnovan Narodni odbor za Slovenijo, ki je bil improvizirano ustanovljen septembra 1941. Jugoslovanska vlada v izgnanstvu je 26. aprila 1942 pozvala vse demokratične odpornike v okupirani Jugoslaviji, naj se podredijo generalu Draži Mihajloviću kot novemu vojnemu ministru in poveljniku Jugoslovanske vojske v domovini. V odziv na to je bila na pobudo Jakoba Šolarja konec aprila ali začetek maja 1942 v Ljubljani ustanovljena Slovenska zaveza. 

## Ureditev
Za razliko od Narodnega odbora, kjer je imela katoliška struja vodilno vlogo, je bila moč v Slovenski zavezi bolj enakomerno razporejena med socialisti, liberalci in katoliki. Vseeno je imela katoliška struja preko svoje oborožene veje Slovenske legije, ki je delovala v okviru MVAC, v vojaških formacijah še vedno odločilni vpliv. Prav tako v Slovenski zavezi več ni bilo Marka Natlačena in ministra Ivana Puclja. Zamenjali so ju manj vidni politiki, SLS je zastopal Miloš Stare, ljubljanski zaupnik Mihe Kreka.
Kmalu po ustanovitvi Slovenske zaveze se je v Ljubljanski pokrajini pričelo stopnjevati okupatorsko in partizansko nasilje. Tako so veliko večino prostovoljcev pritegnile vaške straže, samostojne samoobrambne paravojaške enote, Slovenska zaveza pa ni imela velikega vpliva.
Slovenska zaveza je bila povezana s četniki, gibanjem, nastalim iz poražene jugoslovanske vojske. Čeprav sta uradno obe organizaciji spadali pod jugoslovansko vlado v izgnanstvu, je med njima obstajal razkol. Na medvojno delovanje so katoliki imeli drugačne poglede, saj niso želeli izzvati represalij okupacijskih oblasti. Ker so bili četniki vojaško šibkejši od Slovenske legije in MVAC, niso uspeli dejansko uveljaviti primata nad vsemi vojaškimi enotami strank Slovenske zaveze, ki jim je sicer uradno pripadal. Do dokončnega razdora med katoliki in četniki je prišlo 18. junija 1943, ko je Slovenska legija prejela obvestilo o razrešitvi svojih treh zastopnikov iz štaba Karla Novaka, vodje slovenskih četnikov. Zatem sta četniško gibanje in Slovenska legija prekinili stike.
Do širše zasnove prejšnje Slovenske zaveze je prišlo v začetku leta 1944, ko je bil ustanovljen Slovenski ljudski blok kot skupnost vseh skupin krščanskih socialistov, tudi tistih, ki niso delovale v okviru predvojne slovenske veje JRZ in niso bile vključene v Narodni odbor.
Sporazum o ustanovitvi SLB sta v imenu SLS podpisali Mirko Bitenc in Rudolf Smersu; Andrej Gosar in Jakob Šolar za svojo skupino (v kateri je bilo poleg drugih tudi več mlajših starešin Zarje); Pavle Verbic in Ludvik Leskovar za »Mlade intelektualce SLS«, večinoma starešine Straže, Jože Krošl pa za štajersko (begunsko) skupino SLS. Ni povsem jasno, zakaj sta sporazum podpisala tudi Jože Lekan (za KA?) in prelat dr. Franc Ksaver Lukman (kot nekak neuradni zastopnik ali priča ali opazovalec za škofa?). Tudi aktivne »liberalne« skupine so se združile v širšo Napredno delovno skupnost (NDS), ki je, podobno kot SLB, prav tako imela posebno begunsko skupino štajerskih liberalcev.
Tako sta SLB in NDS v začetku 1944 v Slovenski zavezi ustvarili najširšo slovensko demokratično koalicijo, ki je hotela še enkrat poskušati prepričati OF za skupen slovenski nastop ob pričakovanem prevratu.
Tradicijo te organizacije nadaljuje Nova slovenska zaveza.

## Povezave
- Nova slovenska zaveza
- Dokument arhiva CIA o aktivnostih polkovnika Karla Novaka 1941-1945 Arhivirano 2017-02-28 na Wayback Machine.